# Merike Blofield
Merike Helena Blofield (* 24. April 1972 in Finnland) ist Politikwissenschaftlerin und Lateinamerika-Expertin am German Institute of Global and Area Studies (GIGA), Hamburg. Sie ist Direktorin des GIGA-Instituts für Lateinamerika-Studien und Professorin an der Universität Hamburg.

## Werdegang
Merike Blofield wurde in Finnland geboren, studierte und arbeitete in Kanada, Chile, Brasilien, Argentinien, den USA und Deutschland. 2003 wurde sie an der University of North Carolina in Chapel Hill promoviert. 2006 wurde sie Assistant Professor an der University of Miami, ab 2010 mit tenure, später auch als Direktorin des Programms für Women’s and Gender Studies. 2011/12 war sie Gastprofessorin am Instituto de Ensino e Pesquisa (INSPER), São Paulo. Seit Januar 2020 ist sie Direktorin des GIGA Instituts für Lateinamerika-Studien.

## Forschung
Blofields Forschung befasst sich mit sozioökonomischen Ungleichheiten, Genderthemen sowie Sozial- und Arbeitspolitik mit Schwerpunkt auf Lateinamerika. Sie beschreibt ihre Arbeit als „Forschung über die Mechanismen von Benachteiligung“, wobei es ihr immer auch um die Ansätze geht, diese zu überwinden.
Ihre Dissertation hat Blofield über den politischen Umgang mit den Themen Abtreibung und Scheidung geschrieben, basierend auf einer vergleichenden empirischen Forschung in Chile, Spanien und Argentinien. Ob Abtreibung legalisiert wird, so ein Ergebnis der Arbeit, hängt nicht zuletzt von der Einkommensverteilung ab: In katholischen Ländern mit weniger Ungleichheit wie Spanien, Italien oder Portugal solidarisieren sich Frauen über Einkommensgrenzen hinweg; in den Ländern Lateinamerikas hingegen leben Frauen mit hohem Einkommen in einer ganz anderen Wirklichkeit mit großer sozialer Distanz zu den Ärmeren. Da für sie Abtreibungen zwar illegal, aber dennoch – etwa bei speziellen Ärzten oder im Ausland – möglich und vergleichsweise sicher durchführbar sind, fehlt die klassenübergreifende Solidarisierung und sinkt der politische Druck für die Legalisierung.
Blofields Forschung beschäftigt sich auf vielfältige Weise mit Fragen sozialer Ungleichheit sowie den politischen Bedingungen von Umverteilung und Sozialprogrammen. Sie arbeitete zur Gleichstellung von Mann und Frau sowie zu geänderten Familienmodellen und den daraus resultierenden Herausforderungen für die Politikgestaltung. Ein weiterer Strang ihrer Arbeit befasst sich mit der sozialen und politischen Situation von Hausangestellten. Sie publizierte jüngst zu den Folgen der COVID-19-Pandemie für Lateinamerika sowie zu den sozialpolitischen Programmen zur Abfederung der Krise. Zu ihren Forschungsthemen wird Blofield auch immer wieder in internationalen Medien in Interviews befragt.

## Veröffentlichungen

### Bücher
- Care Work and Class: Domestic Workers’ Struggle for Equal Rights in Latin America. Penn State University Press, 2012. ISBN 0-415-97775-4
- The Politics of Moral Sin: Abortion and Divorce in Spain, Chile, and Argentina. New York: Routledge, 2006.

### Aufsätze
- Moving Away From Maternalism: Parental Leave Policies in Latin America (with Michael Touchton), Comparative Politics, 2020.
- Assessing the Political and Social Impact of the COVID-19 Crisis in Latin America (with Bert Hoffmann and Mariana Llanos); GIGA Focus Latin America | Number 3 | April 2020 (Open access).
- The Politics of Social Policies in Latin America. Latin American Research Review, 54(4), 2019, 1056–1064. doi:10.25222/larr.817
- Care Work and the Struggles of Care Workers in Latin America (with: Merita Jokela). Current Sociology, 66(4), 2018, 531–546.
- The Reactive Left: Gender Equality and the Pink Tide in Latin America. Social Politics, 24 (4), 2017, 345–369.
- The Left Turn and Abortion Politics in Latin America (with Christina Ewig). Social Politics , 24, 2017, 4, 481–510.
- Maternalism, co-responsibility, and social equity : A typology of work-family policies (with Juliana Martínez Franzoni). Social Politics, Vol. 22, No. 1., 2015, pp. 38–59. (Access to Document 10.1093/sp/jxu015)
- Work, family and public policy changes in latin america: equity, maternalism and co-responsibility, CEPAL Review, vol. 2014/114, doi:10.18356/1f42dd52-en.
- Feudal Enclaves and Political Reforms: Domestic Workers in Latin America. Latin American Research Review, vol. 44 no. 1, 2009, p. 158–190.
- Women's Choices in Comparative Perspective: Abortion Policies in Late-Developing Catholic Countries. Comparative Politics, vol. 40, no. 4, 2008, pp. 399–419.
- Defining a Democracy: Reforming the Laws on Women's Rights in Chile, 1990–2002.” (with Liesl Haas). Latin American Politics and Society, vol. 47, no. 3, 2005, pp. 35–68.